# Sezemické akvadukty
Sezemické akvadukty jsou dva akvadukty u města Sezemice v Pardubickém kraji. Oba akvadukty byly vybudovány na konci 19. století a jsou zapsány na seznamu nemovitých kulturních památek České republiky.

## Velký sezemický akvadukt
Velký akvadukt patřil v minulosti k mlýnu, vystavěn byl v roce 1892. Jde o cihelno-betonový akvadukt se dvěma mostními oblouky, jenž tvoří vodní křižovatku Mlýnského náhonu, který vede nad tokem Zadní Lodrantky. Je dlouhý 13,2 m. Po letech bez údržby byl tento akvadukt ve velmi špatném technickém stavu a v roce 2009 hrozilo jeho zborcení. Následné opravy akvaduktu vyšly na bezmála 5,7 milionů korun, přičemž 85% přispěly evropské fondy a o zbytek nákladů se podělily Sezemice a Státní fond životního prostředí. Projekt opravy akvaduktu a revitalizace okolního prostředí byl realizován také za účelem záchrany kriticky ohrožené mihule potoční.

## Malý sezemický akvadukt

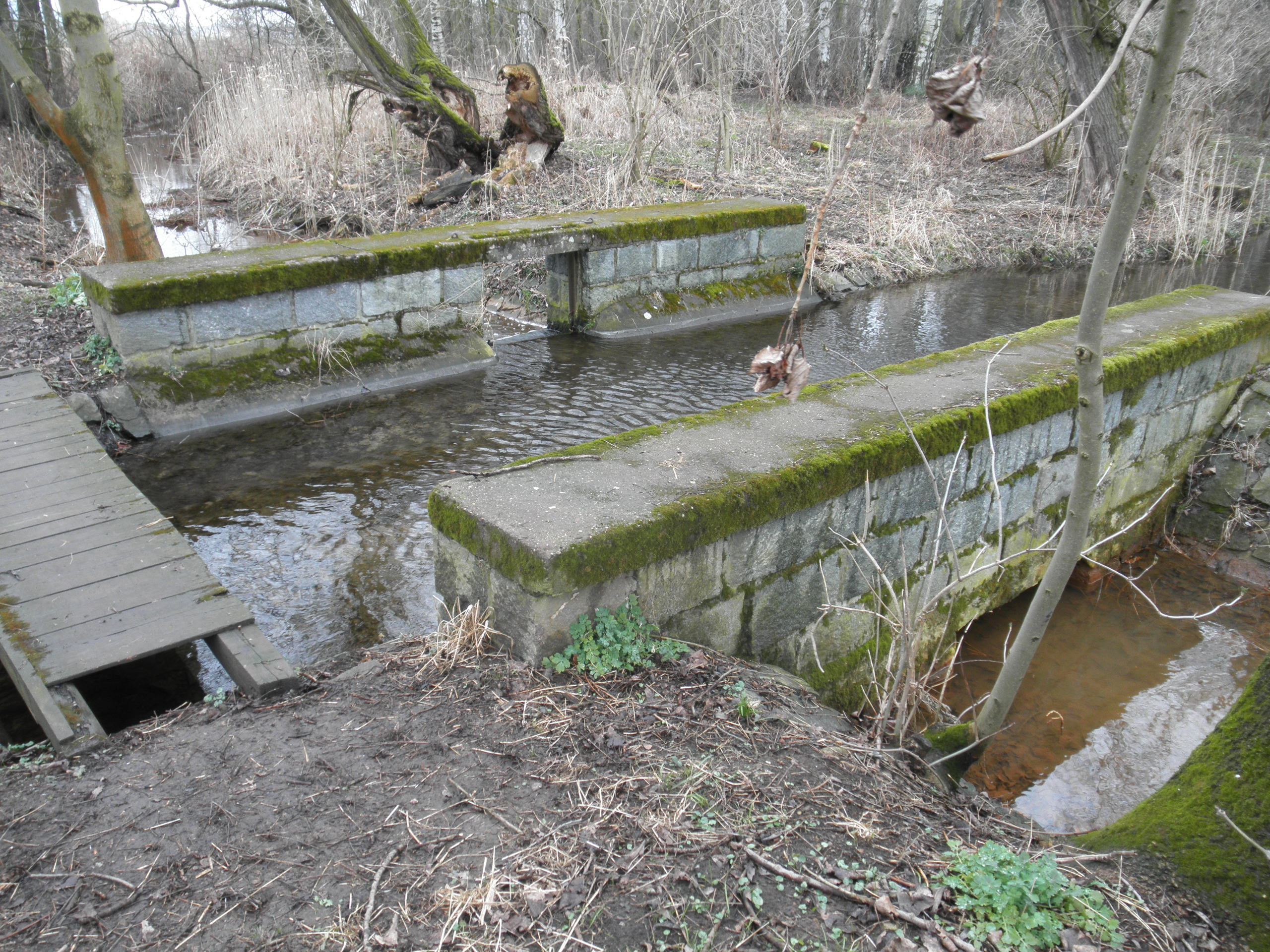
Malý sezemicky akvadukt

Malý advadukt se nachází 1 km jižně od Velkého. Byl vybudován v roce 1898, aby sváděl odpad zvaný Barevna (název vznikl díky charakteristickému zabarvení vody s vysokým obsahem železa) do Malokolodějského odpadu. Malokolodějský odpad prochází pod Dvakačovickým kanálem, tzv. Zminkou. Malý akvadukt je dlouhý 6 m a široký 3 m, v boční stěně má stavidlo, kterým lze korigovat stav vody v Dvakačovickém kanálu. Přístup k viaduktu je poměrně komplikovaný kvůli neexistenci přímé stezky a téměř celoroční podmáčenosti okolních polí. Nejlepší je přístup ze zpevněné stezky ze silnice Sezemice-Veská kolem přírodní památky Vesecký kopec a cestou za mostkem přes potok se vydat (doleva do pole) přímo na sever. Relativně hlučný akvadukt je schován v malém háji.

## Památková ochrana
Malý akvadukt byl omylem zapsán do seznamu kulturních památek dříve místo Velkého akvaduktu, a to již v roce 1983, což komplikovalo opravu staršího akvaduktu, resp. získání dotace na jeho opravu. Mladšímu Malému akvaduktu ochrana zůstala a později se památkou stal i Velký akvadukt.

## Galerie

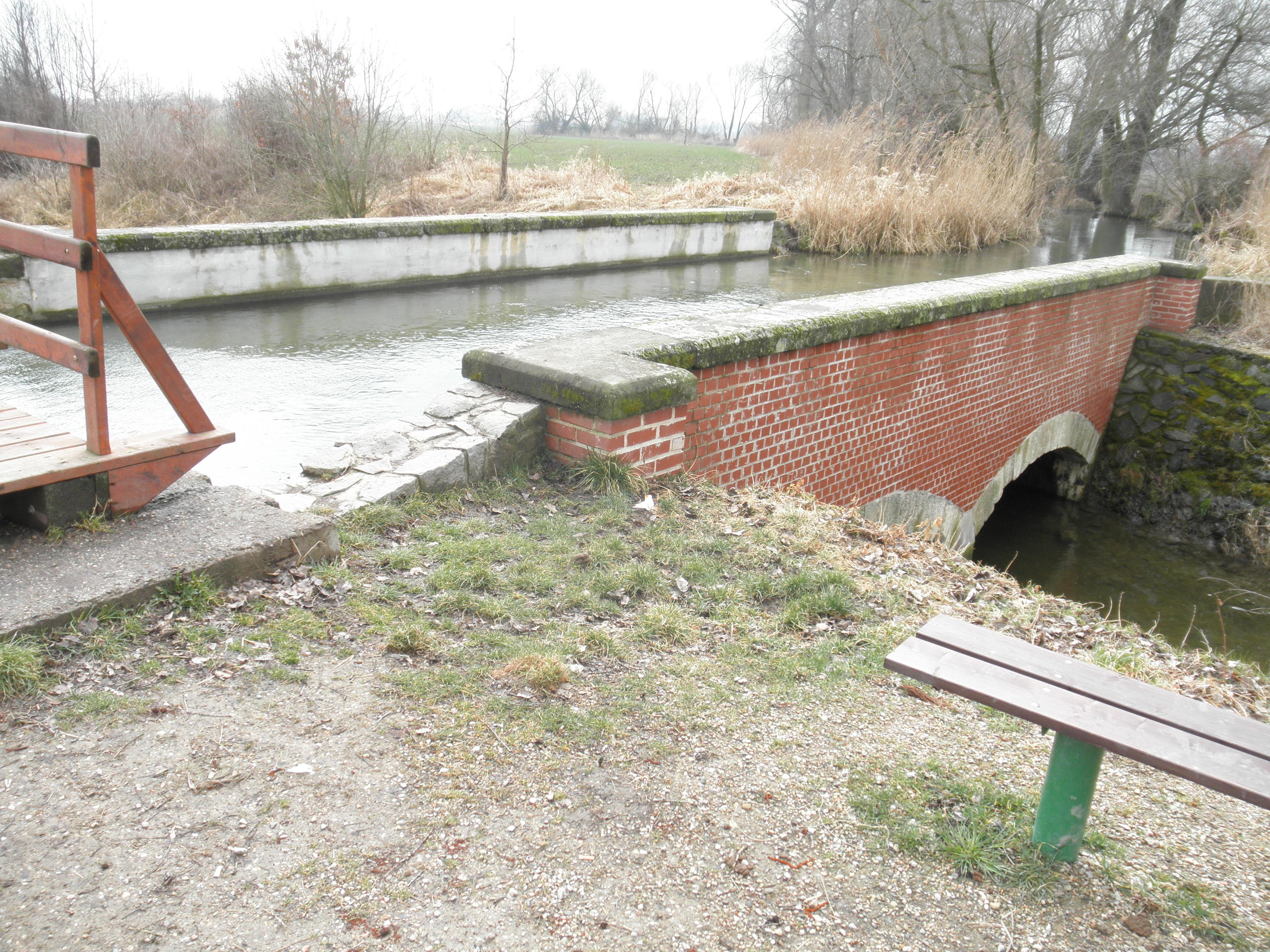
Velký sezemický akvadukt
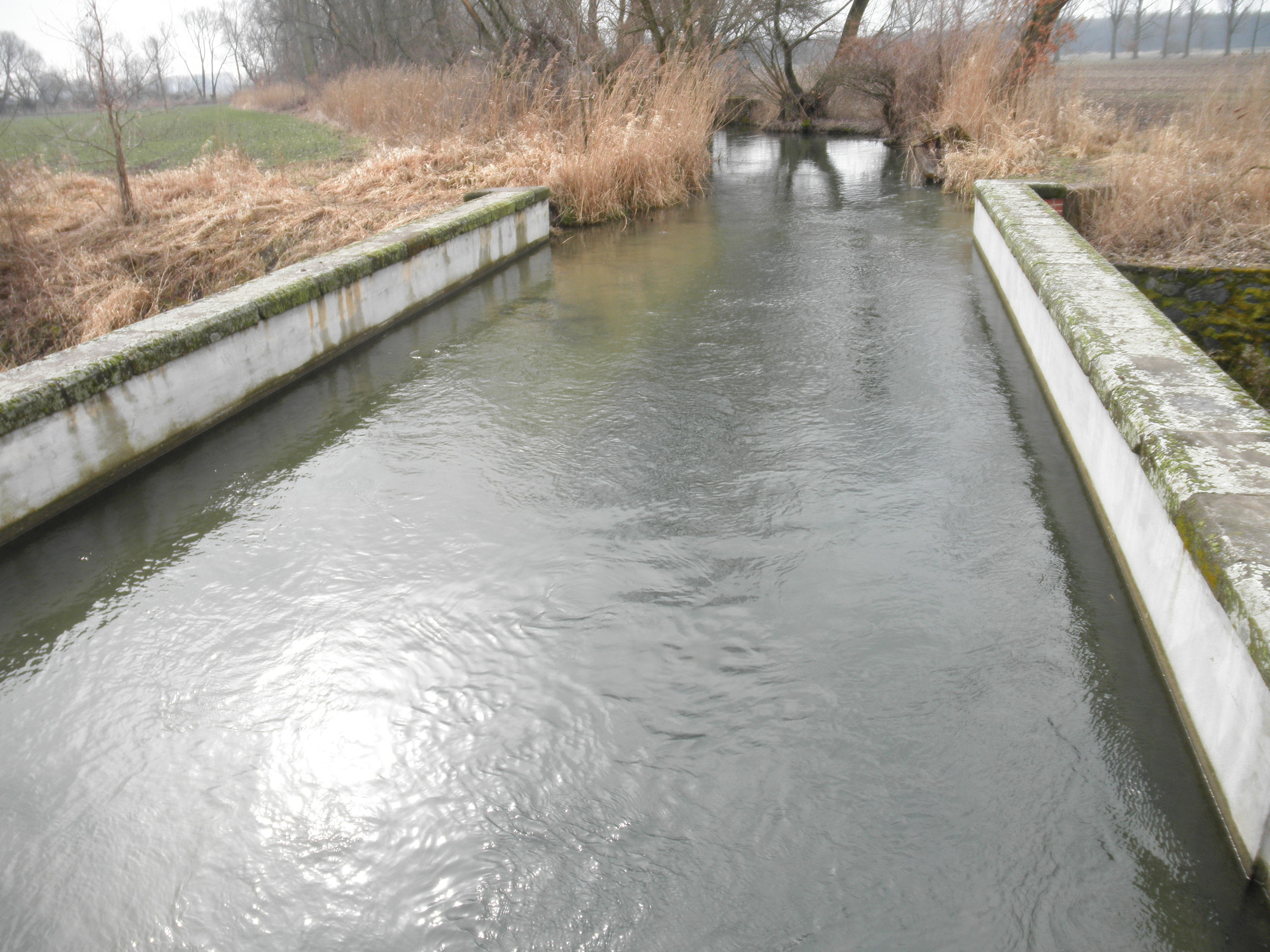
Velký sezemický akvadukt
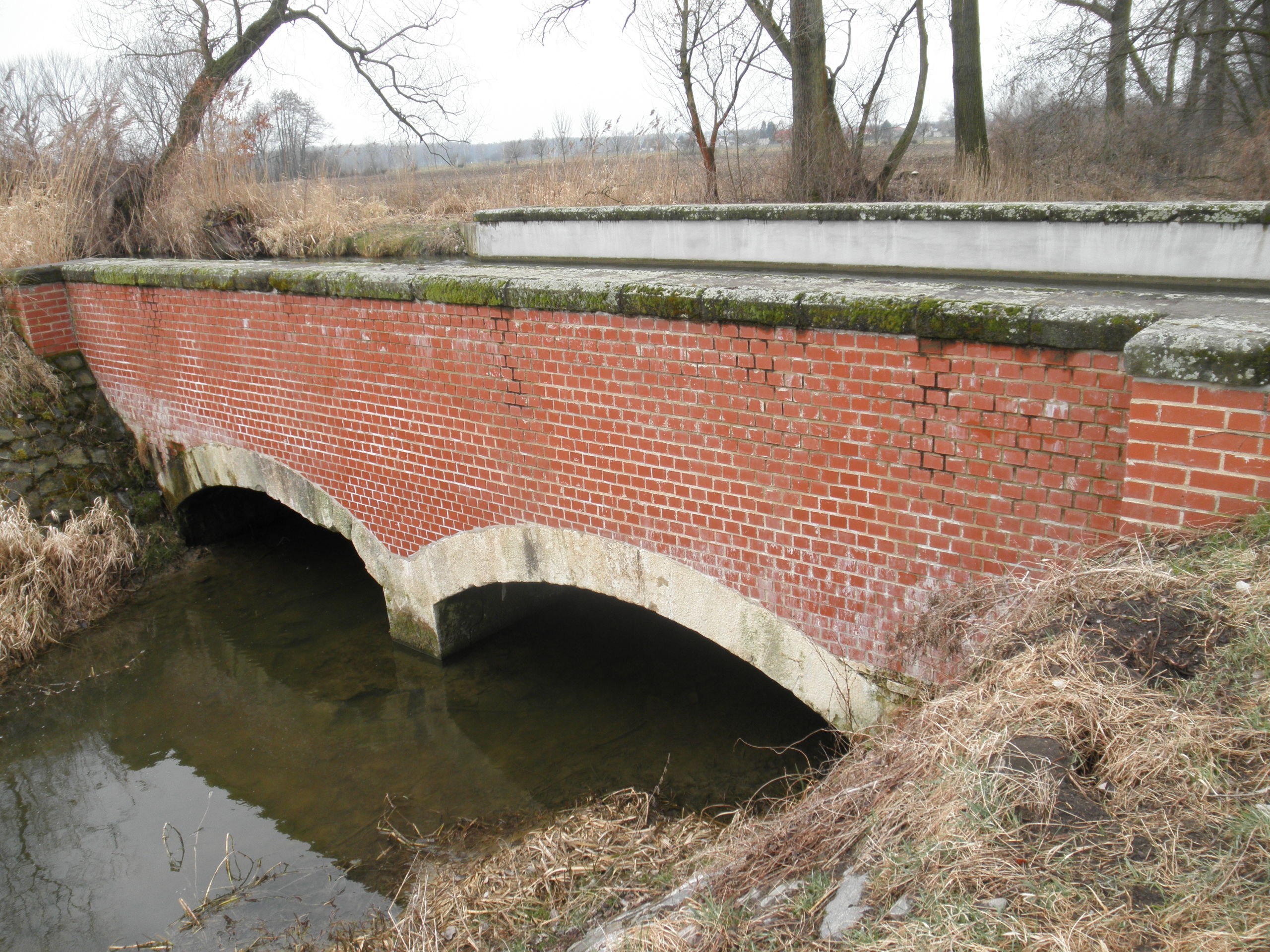
Velký sezemický akvadukt
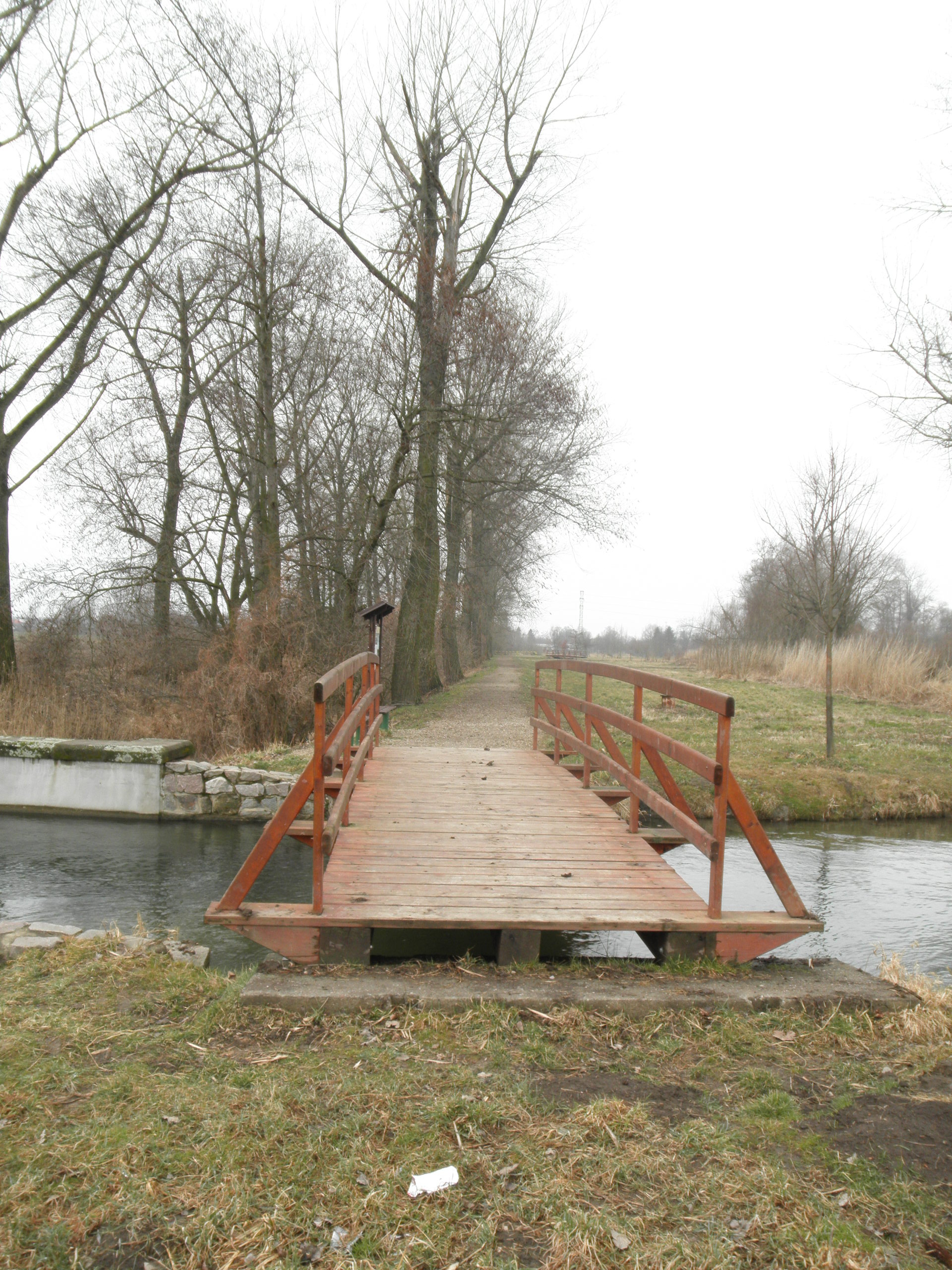
Velký sezemický akvadukt
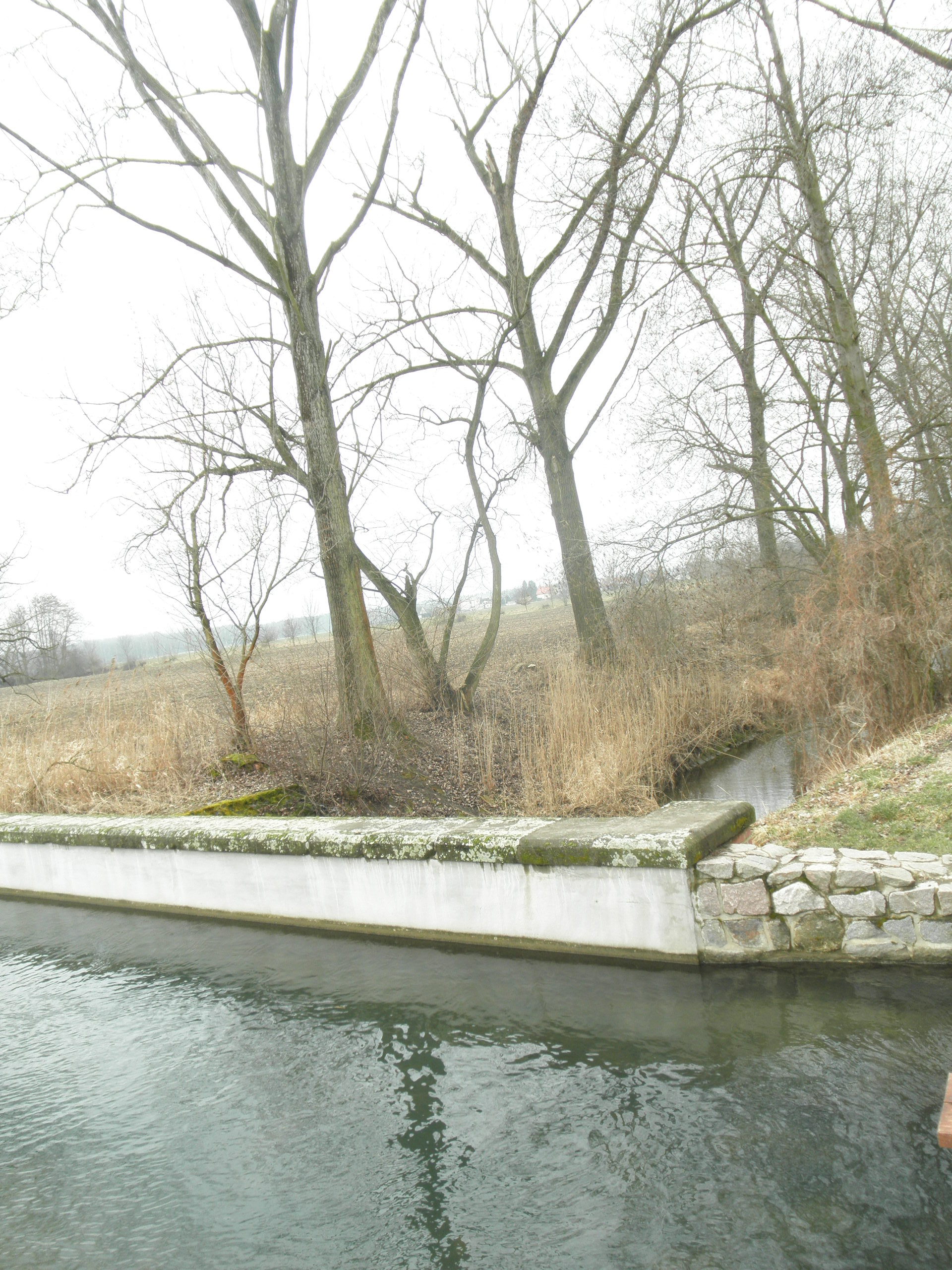
Velký sezemický akvadukt
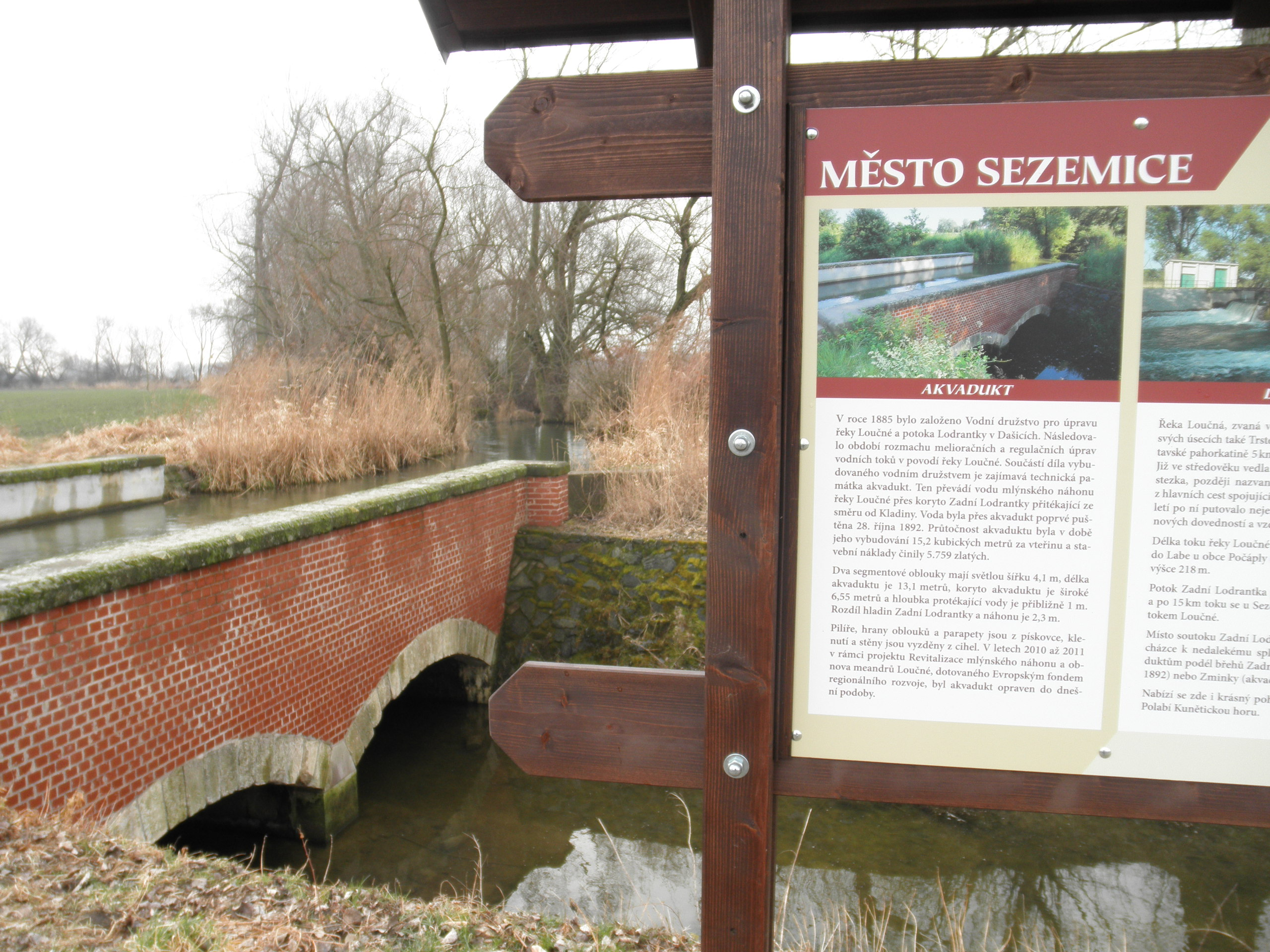
Velký sezemický akvadukt
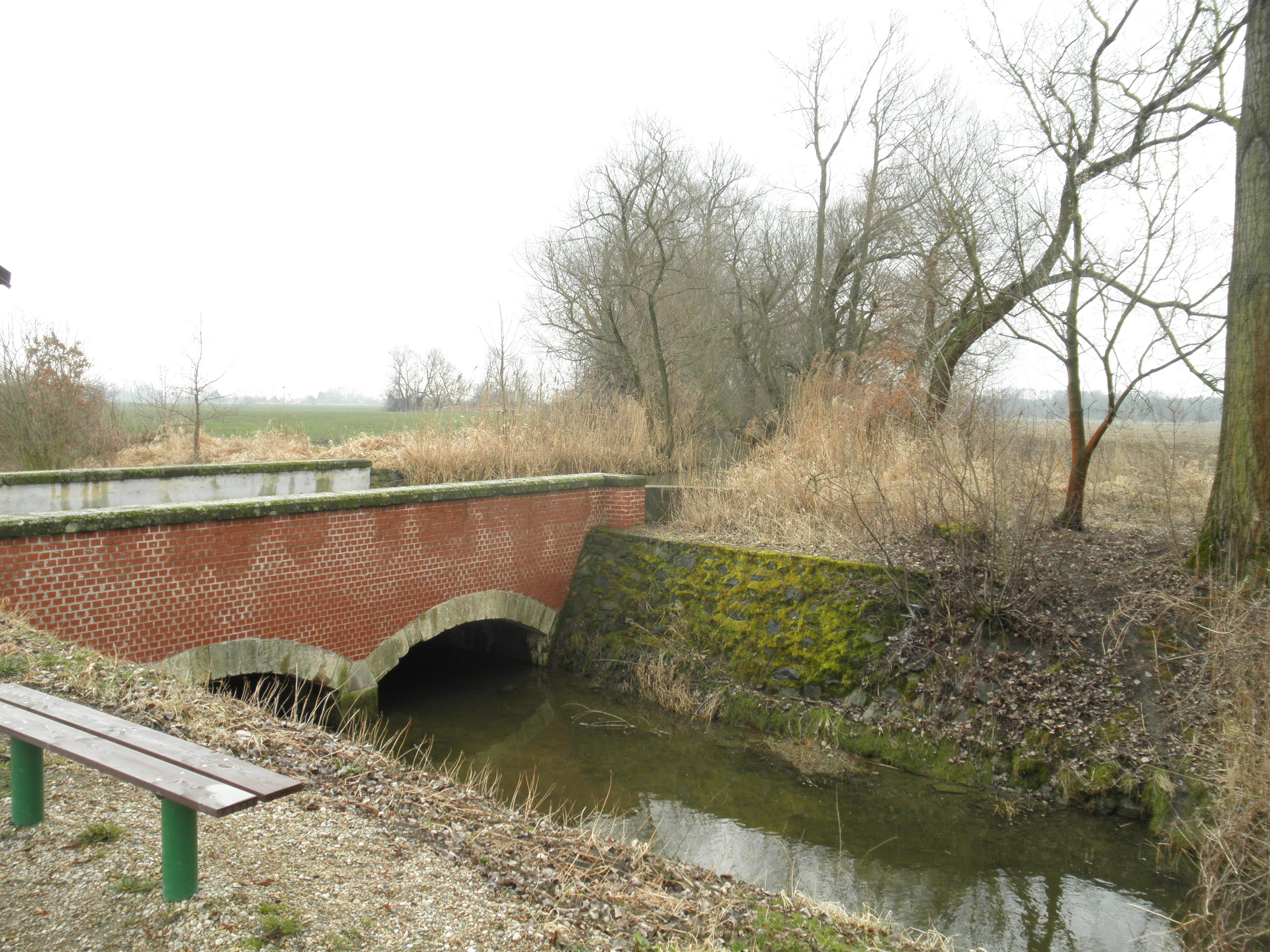
Velký sezemický akvadukt
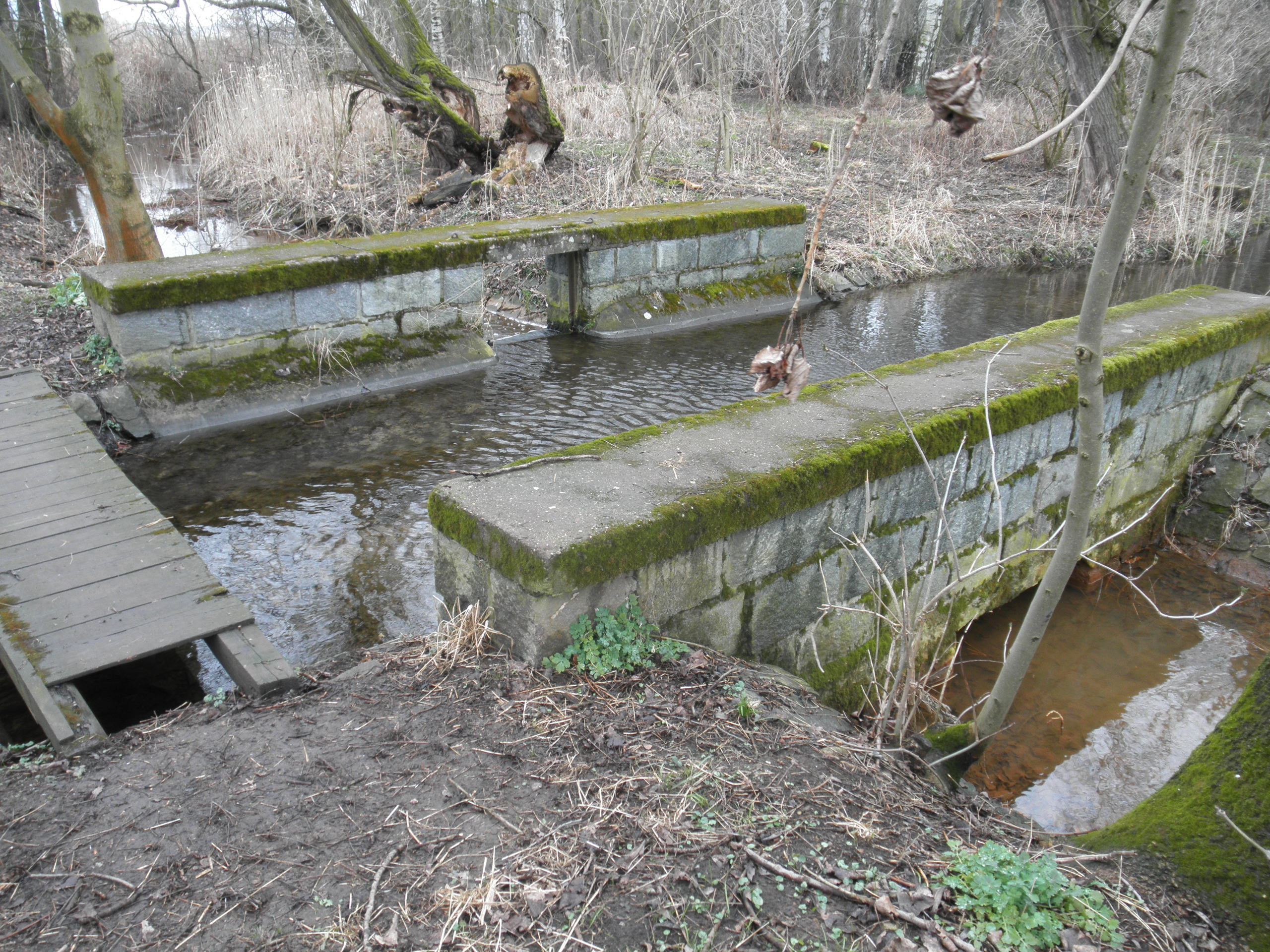
Malý sezemický akvadukt
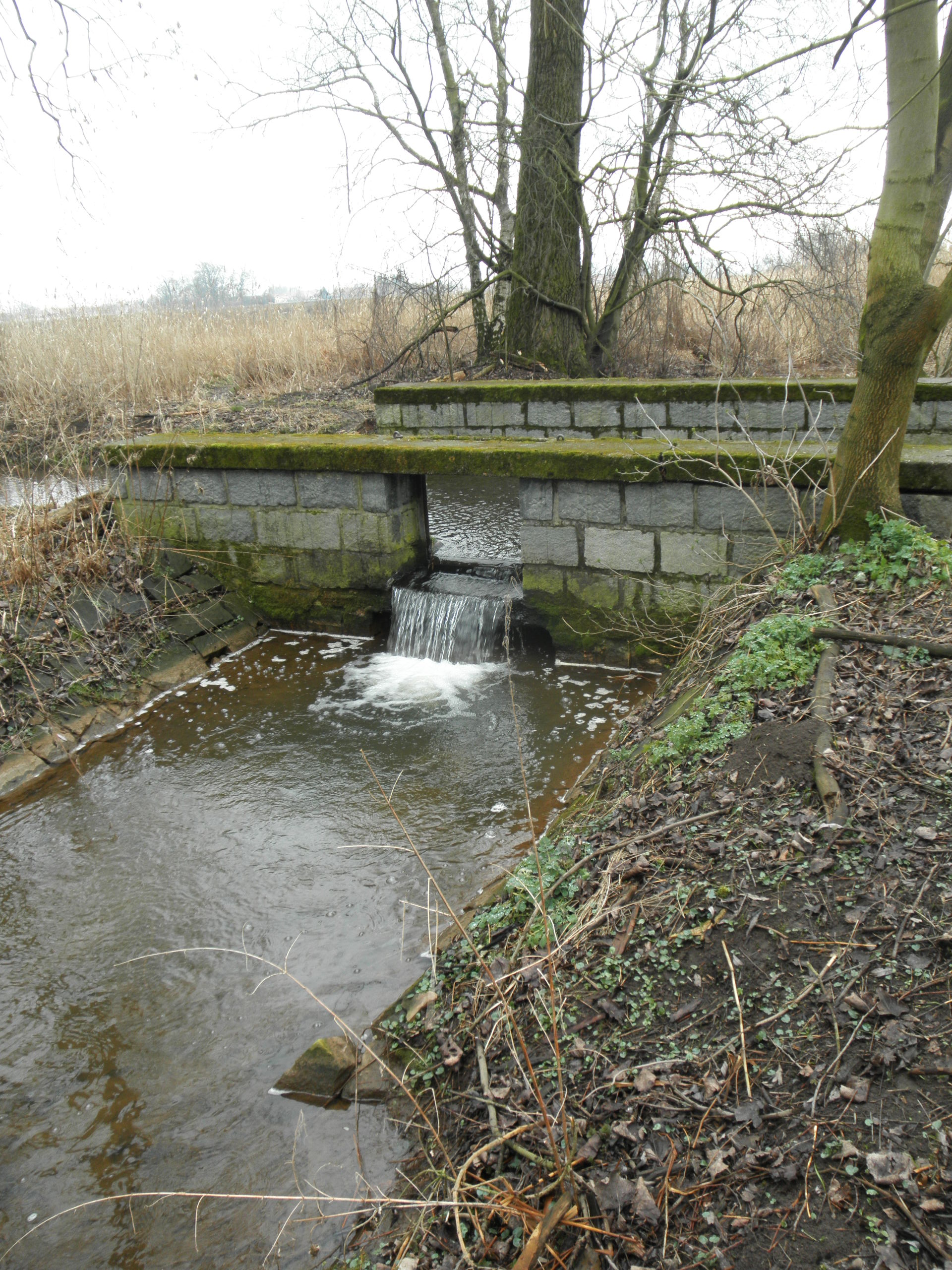
Malý sezemický akvadukt
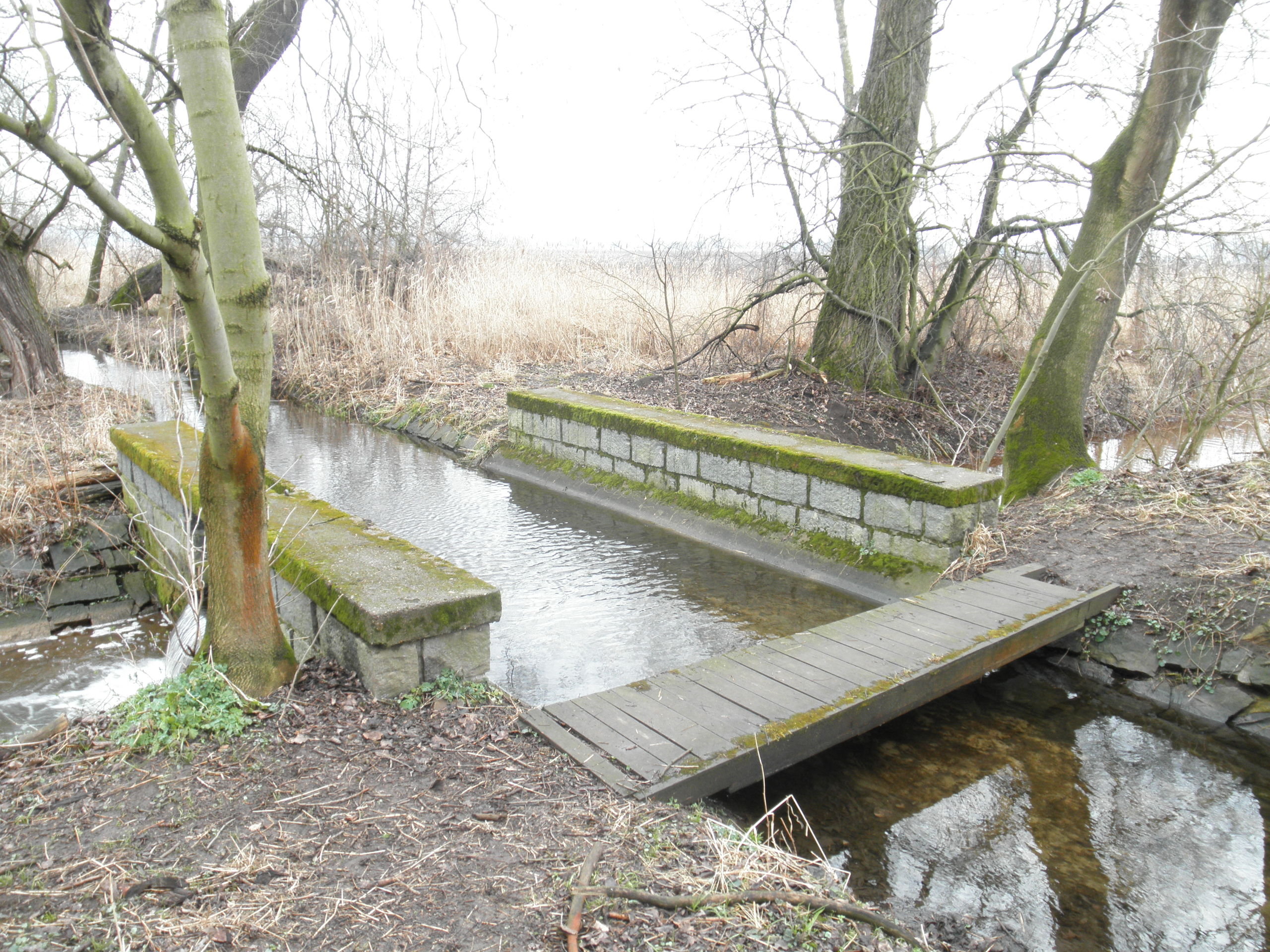
Malý sezemický akvadukt